# Port Salut
|  | Denne artikel handler om osten. For byen på Haiti, se Port-Salut |
Port Salut er en halvfast rødkitsost med en mild, noget syrlig smag. Den syrlige smag skyldes mælkesyrebakterier, der tilføjes ved fremstillingen af osten. Port Salut er fremstillet af komælk og har en bleggul farve og en karakteristisk orange skorpe, som er spiselig.
Port Salut fremstilles på grundlag af en ost, der tidligere blev fremstillet af munke i klostret "Notre Dame de Port-du-Salut" i Entrammes i Normandiet i det nordlige Frankrig. 